# 東京コンテンポラリーシアター
東京コンテンポラリーシアター（とうきょうコンテンポラリーシアター、英:Tokyo Contemporary Theatre）は、2016年6月にアーティストYUKKOが立ち上げた総合芸術集団。オリジナルで作られた演目とフルート奏者でもあるYUKKOの「吹く唄う舞う」のパフォーマンスが特徴で、伊勢をはじめ、出雲、宮島、高千穂、羽黒などの神社仏閣で奉納演舞される。特に羽黒山国宝五重の塔では2016年より3年連続で公演をしている。2017年からはクラシック奏者と共に「音楽演劇」という新ジャンルを立ち上げ、YUKKOオリジナル脚本にて全国各地で舞台公演を行っている。

## 主なメンバー
- YUKKO（脚本.演出.flute.vo.performer）
- 鈴木浩平（art director）
- ERI（creative producer）

## 活動

### 2016年
- 7月 齋藤洋平 鉛筆画展「真なるもの」&東京コンテンポラリーシアターLIVEイベント@つくばCloud Nine[3]
- 9月 宮島ローソク祭り萬燈会ライブ @大聖院
- 9月 コンテンポラリー古事記ライブ @国登録有形文化財 美保館アトリウム
- 9月 演目奉納「コンテンポラリー古事記」美保神社 in 出雲
- 10月 演目奉納「聖観音」羽黒山五重塔|国宝五重塔 @羽黒山
- 10月 演目奉納「蜂子皇子」蜂子神社本殿 @羽黒山
- 10月 奉納演奏 山神合祭殿本殿 @羽黒山
- 11月 コンテンポラリー古事記「ヤマタノオロチ」@麻布区民センター
- 11月 渋谷芸術祭開会式オープニングアクト演舞[4]

### 2017年
- 2月 奉納演奏 @金王八幡宮　（渋谷のラジオ 渋谷商店部企画「東京コンテポラリーシアターYUKKOの芸術で街を盛り上げよう！節分スペシャル」
- 3月 コンテンポラリー古事記「天の岩戸＆ヤマタノオロチ」@麻布区民センター
- 3月 オペラ＆ミュージカル @国登録有形文化財 美保館アトリウム[5]
- 5月 「プチ・オペラとクラシック」 @軽井沢レイクガーデン
- 5月 劇団歴史新大陸十周年記念＆第十回本公演『古事記-日本の始まりの物語-』@渋谷伝承ホール　音楽芸能の神 市杵島姫役 出演[6]
- 6月 桜井大士・山形明朗DUOLIVE @西新宿ガルバホール  ゲスト出演[7]
- 9月 「東京コンテンポラリーシアター × 桜井大士」 ＠西新宿ガルバホール[7]
- 9月 演目奉納「コンテンポラリー音楽劇 蜂子皇子」羽黒山五重塔|国宝五重塔 @羽黒山[8] [9]
- 9月 演目奉納「コンテンポラリー音楽劇 蜂子皇子」出羽三山神社三神合祭殿本殿 @羽黒山
- 10月 渋谷のフェス ＠青山学院大アスタジオホール
- 11月 薩摩琵琶（詩吟）とフルートの小宴 ＠京都妙顕寺庭園[10]
- 12月 「東京コンテンポラリーシアター × 桜井大士」 ＠西新宿ガルバホール[7]

### 2018年
- 4月 東京コンテンポラリーシアター 音楽劇「女龍馬」@京都佛立ミュージアム[11]
- 4月 東京コンテンポラリーシアター 音楽劇「ヤマタノオロチ」@国登録有形文化財 美保館アトリウム[12]
- 5月 東京コンテンポラリーシアター 音楽劇「美しく死ぬために」@南青山マンダラ[13]
- 7月 Capricciosa 40th Anniversary Special Live 2018 @カプリチョーザ渋谷本店[要出典]
- 9月 東京コンテンポラリーシアター 音楽演劇「美しく死ぬために」～完全版～ @南青山マンダラ[14]
- 9月 演目奉納 音楽演劇「蜂子皇子」出羽三山神社三神合祭殿本殿 @羽黒山
- 9月 演目奉納 音楽演劇「蜂子皇子」@羽黒山五重塔|国宝五重塔 @羽黒山[15]
- 10月 音楽演劇「赤い蝋燭と人魚」 雁木通りミュージックフェスティバル ゲスト出演@高田世界館[16]
- 12月 「Ryoma」第9回薩摩琵琶研修の会吉永鶴奏〜心〜ゲスト出演@東京青山銕仙会能楽研修所能舞台[17]

### 2019年
- 1月 東京コンテンポラリーシアター 音楽演劇「クレオパトラの最期コメディ！？〜美しく死ぬために～」@南青山マンダラ[18]
- 1月 「Ryoma」青地瑛久氏に捧ぐ追悼公演@京都佛立ミュージアム[19]
- 2月 世田谷芸術百華2018参加公演 東京コンテンポラリーシアター音楽演劇「蜂子皇子」@オーキッドミュージックサロン[20]
- 2月 世田谷芸術百華2018参加公演 東京コンテンポラリーシアター音楽演劇「アルジャーノンに花束を」@オーキッドミュージックサロン[21]
- 3月 糸魚川市民会館オンステージライブVOL.1 東京コンテンポラリーシアター 音楽演劇「クレオパトラの最期コメディ！？〜美しく死ぬために～」@糸魚川市民会館大ホール[22]
- 5月 東京コンテンポラリーシアター 音楽演劇「ヤマタノオロチ」@国登録有形文化財 美保館アトリウム[23]

- 6月 東京コンテンポラリーシアター 音楽演劇「アルジャーノンに花束を」@南青山マンダラ[24]
- 6月 音楽演劇「赤い蝋燭と人魚」 アキラヤマガタピアノ公演ゲスト出演@高田世界館[25]
- 7月 糸魚川市民会館オンステージライブVOL.2 東京コンテンポラリーシアター 音楽演劇「アルジャーノンに花束を」@糸魚川市民会館大ホール[26]
- 8月 Peace Concert at 渋谷@渋谷区文化総合センター大和田さくらホール
- 9月 演目奉納　前衛(的)」舞台「羽黒山に捧ぐ！永遠なる祈りを」@羽黒山国宝五重塔

### 2020年
- 2月 世田谷芸術百華2019参加公演「もうひとつのヘレン・ケラー」@オーキッドミュージックサロン
- 7月 アートにエールを！東京プロジェクト支援事業　音楽演劇「ヤマタノオロチ」収録配信@安養院瑠璃光堂　[27]

- 11月 東京コンテンポラリーシアター音楽演劇「KAGUYA〜人間を滅ぼしにやって来ました」@中目黒GTプラザホール　[28]

- 12月 東京コンテンポラリーシアター音楽演劇「KAGUYA」オムニバスコンサート@安養院瑠璃光堂　[29]

- 12月 糸魚川市民会館オンステージライブextra 東京コンテンポラリーシアター 音楽演劇「もうひとつのヘレン・ケラー」@糸魚川市民会館大ホール　[30]

### 2021年
- ２月 東京コンテンポラリーシアター音楽演劇「KAGUYA〜人間を滅ぼしにやって来ました」@目黒区中小企業センターホール　[31]

- ２月 東京コンテンポラリーシアター音楽演劇「MUZAN」@安養院瑠璃光堂
- ６月 東京コンテンポラリーシアター音楽演劇「奏鬼」@安養院瑠璃光堂
- ６月 日本と世界の名作読み聞かせコンサートvol.1 @三茶しゃれなあどホール
- ８月 世田谷区子ども基金助成事業 東京コンテンポラリーシアター音楽演劇「KAGUYA〜人間を滅ぼしにやって来ました」@成城ホール[32]
- ８月 令和３年度文化庁文化芸術創造拠点形成事業 東京コンテンポラリーシアター 音楽演劇「KAGUYA〜人間を滅ぼしにやって来ました」@糸魚川市民会館大ホール[33]
- ９月 日本と世界の名作読み聞かせコンサートvol.2 @アレイホール
- 10月　東京コンテンポラリーシアター音楽演劇+サンドアート「奏鬼」@サントリーホールブルーローズ[34]
- 11月　音楽演劇&サンドアート「KAGUYA〜人間を滅ぼしにやって来ました」@東京オペラシティリサイタルホール[35]
- 11月　奏鬼たちのアフタヌーンコンサート@目黒区中小企業センターホール
- 11月   日本と世界の名作読み聞かせコンサートvol.3 @三茶しゃれなあど (ゆめ基金)
- 12月　奏鬼たちのアフタヌーンコンサート@めぐろパーシモン小ホール[36]
- 12月　奏鬼たちのアフタヌーンコンサート　@烏山区民会館[37]
- 12月　奏鬼たちのアフタヌーンコンサート@成城ホール(文化庁)[38]
- 12月　東京コンテンポラリーシアター音楽演劇「奏鬼」@旧古河邸大谷美術館

### 2022年
- １月 せたがや元気出せ！Artsプログラム　親子で気楽に楽しむクラシックエンターテイメント「フルート×ピアノ＋空手」presented by 東京コンテンポラリーシアター@成城ホール　[39]
- ２月 奏鬼たちのアフタヌーンコンサート@東京オペラシティリサイタルホール　[40]
- ２月 日本と世界の名作読み聞かせコンサート@三茶しゃれなあど (ゆめ基金)
- ２月 東京コンテンポラリーシアター音楽演劇「KAGUYA」@渋谷区文化総合センター大和田さくらホール　[41]
- ３月 日本と世界の名作読み聞かせコンサート@目黒区中小企業センターホール(ゆめ基金)
- ４月 奏鬼たちのアフタヌーンコンサート@玉川せせらぎホール　[42]
- ５月 奏鬼たちのアフタヌーンコンサート@烏山区民会館　[43]
- ７月 奏鬼たちのアフタヌーンコンサート@北沢タウンホール　[44]
- ８月 奏鬼たちのアフタヌーンコンサート@野方区民ホール　[45]
- ８月 令和４年度文化庁文化芸術創造拠点形成事業　音楽演劇「奏鬼」@糸魚川市民会館大ホール
- 12月 奏鬼たちのアフタヌーンコンサート@玉川せせらぎホール　[46]

### 2023年
- １月 音楽演劇「カプリス城の気まぐれ女王様〜宮廷音楽家たちの秘密の新年会⁉︎」@めぐろパーシモンホール　[47]
- １月 音楽演劇「カプリス城の気まぐれ女王様」@成城ホール　[48]
- ４月 音楽演劇「カプリス城の気まぐれ女王様」@荏原文化センター　[49]
- ５月 音楽演劇「カプリス城の気まぐれ女王様」@板橋区立文化会館　[50]
- ５月 音楽演劇「カプリス城の気まぐれ女王様〜女王様が記憶喪失⁉︎」@めぐろパーシモンホール　[51]
- ６月 日本と世界の名作読み聞かせコンサート@三茶しゃれなあど (ゆめ基金)
- ６月 音楽演劇「カプリス城の気まぐれ女王様」@大田文化の森　[52]
- ７月 日本と世界の名作読み聞かせコンサート@三茶しゃれなあど (ゆめ基金)
- ８月 音楽演劇「カプリス城の気まぐれ女王様〜宮廷音楽家たちの休日⁉︎」@野方区民ホール　[53]
- ８月 世田谷区子ども基金助成事業  音楽演劇「カプリス城の気まぐれ女王様〜宮廷音楽家たちの夏休み」@烏山区民会館　[54]
- ９月 音楽演劇「カプリス城の気まぐれ女王様〜宮廷音楽家たちの休日⁉︎」@鶴見公会堂 [55]
- 10月 日本と世界の名作読み聞かせコンサート@三茶しゃれなあど (ゆめ基金)
- 12月 音楽演劇「カプリス城の気まぐれ女王様〜宮廷音楽家たちのクリスマスパーティー」＠玉川せせらぎホール　[56]

### 2024年
- ４月 アーツカウンシル東京助成事業  音楽演劇「カプリス城の気まぐれ女王様〜宮廷音楽家たちの大挑戦⁉︎」@大田文化の森ホール [57]
- ６月 日本と世界の名作読み聞かせコンサート@三茶しゃれなあど (ゆめ基金)
- ６月 アーツカウンシル東京助成事業  音楽演劇「カプリス城の気まぐれ女王様〜オペラシティスペシャルver.」@東京オペラシティリサイタルホール [58]
- ７月 子どもゆめ基金助成事業  音楽演劇「カプリス城の気まぐれ女王様〜宮廷音楽家たちの夏休み」@目黒中小企業センンターホール [59]
- ８月 子どもゆめ基金助成事業  音楽演劇「カプリス城の気まぐれ女王様〜宮廷音楽家たちの大挑戦⁉︎」@成城ホール [60]
- ９月 日本と世界の名作読み聞かせコンサート@三茶しゃれなあど、中目黒GTプラザホール (ゆめ基金)
- 10月 音楽演劇「カプリス城の気まぐれ女王様〜女王様の秘密の特訓⁉︎」@大田区民ホールアプリコ [61]
- 10月 日本と世界の名作読み聞かせコンサート@大田文化の森 (ゆめ基金)
- 11月 日本と世界の名作読み聞かせコンサート@大田区民プラザ (ゆめ基金)
- 12月 日本と世界の名作読み聞かせコンサート@上用賀アートホール (ゆめ基金)
- 12月 音楽演劇「カプリス城の気まぐれ女王様〜宮廷音楽家たちのクリスマスパーティー'24」@玉川せせらぎホール [62]

### 2025年
- ３月 子どもゆめ基金助成事業  音楽演劇「カプリス城の気まぐれ女王様〜女王様の秘密の特訓⁉︎」@大田区民ホールアプリコ [63]
- ４月 音楽演劇「カプリス城の気まぐれ女王様〜女王様の秘密の特訓⁉︎」@吉野町市民プラザホール [64]